# Jakob Wille

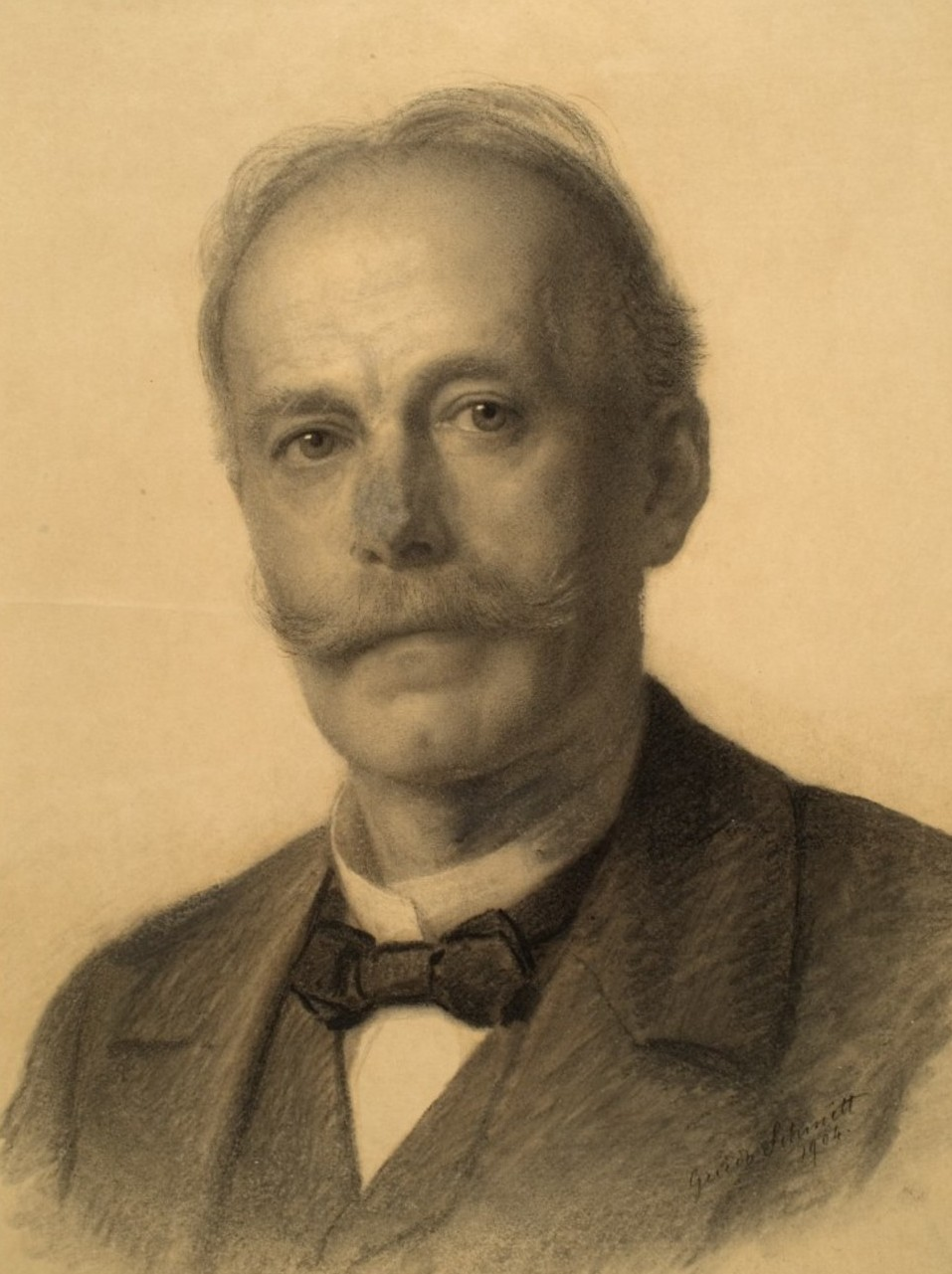
Jakob Wille (1904), Kohlezeichnung von Guido Schmitt

Philipp Jakob Wille (* 6. Mai 1853 in Frankenthal (Pfalz); † 22. Juli 1929 in Heidelberg) war ein deutscher Bibliothekar und Historiker. Er war Leiter der Universitätsbibliothek Heidelberg von 1902 bis 1922 und Mitarbeiter der Allgemeinen Deutschen Biographie (ADB).

## Leben
Jakob Wille studierte der Geschichte, Klassische Philologie und Rechtswissenschaft in Heidelberg, Bonn, Leipzig und München. 1876 wurde er an der Universität Heidelberg promoviert und schlug 1882 die Laufbahn eines Bibliothekars ein. 1898 wurde er zum Honorarprofessor für Landesgeschichte und historische Hilfswissenschaften an der Universität Heidelberg berufen.
1902 wurde Wille als Nachfolger des verstorbenen Karl Zangemeister Leitender Bibliotheksdirektor der Universitätsbibliothek Heidelberg, ein Amt, das er bis 1922 ausübte. Er war somit der zweite Berufsbibliothekar der diese Institution leitete. In Zangemeisters Amtszeit wurde auch der Bibliotheksneubau begonnen. Den Umzug plante sein Nachfolger Wille, das Gebäude wurde am 6. November 1905 eröffnet und bis zum heutigen Tag genutzt. Für die Inschrift an der Westfassade ist letzterer verantwortlich. Er ließ die von seinem Vorgänger vorgeschlagene Inschrift „Timor dei initium sapientiae“ (Die Gottesfurcht ist der Anbeginn der Weisheit) durch „Inter folia fructus“ (Zwischen den Blättern [des Buches] die Früchte [der Erkenntnis]) ersetzen.
1906 wurde er zum Geheimen Hofrat ernannt. Wille wurde 1890 Mitglied der Gesellschaft für Rheinische Geschichtskunde, 1892 Außerordentliches und 1896 Ordentliches Mitglied der Badischen Historischen Kommission und 1909 Außerordentliches und 1927 Ordentliches Mitglied der Heidelberger Akademie der Wissenschaften. 1905 wurde der Bibliothekar Honorary Fellow der Royal Society of Literature.

### Familie
Willes Eltern waren Ludwig Wille und Apollonia Franz, der Vater war 1868–1876 Bürgermeister von Frankenthal, nach ihm ist die Wille-Straße der Stadt benannt. Der Bibliothekar heiratete 1882 Rosalie Hedwig Blesch, das Ehepaar hatte Kinder.
Willes Vetter ist der Schweizer General Ulrich Wille. Die väterlichen Vorfahren Vuille stammten aus La Sagne im heutigen Kanton Neuenburg. Der Ururgroßvater Henry Vuille wanderte um 1740 nach Zweibrücken aus. Über Frankenthal gingen die Vorfahren nach Hamburg. Während die Familie des Generals in die Schweiz übersiedelte, kehrte der Vater des Bibliothekars nach Frankenthal zurück.

## Schriften (Auswahl)
- Stadt und Festung Frankenthal während des dreißigjährigen Kriegs, nebst einer Vorgeschichte ihrer Entstehung und Entwicklung. Dissertation, Heidelberg 1876. archive.org
- Philipp der Großmüthige von Hessen und die restitution Ulrichs von Wirtemberg 1526–1535, Tübingen 1882 archive.org.
- Pfalzgräfin Elisabeth Charlotte, Herzogin von Orléans. Heidelberg 1895.
- Bruchsal. Bilder aus einem geistlichen Staat im 18. Jahrhundert. 2., verm. Auflage. Heidelberg 1900. archive.org
- Karl Zangemeister. Gedächtnisrede gehalten bei der akademischen Trauerfeier. Heidelberg 1902. archive.org
- Die deutschen Pfälzer Handschriften des XVI. und XVII. Jahrhunderts der Universitäts-Bibliothek in Heidelberg. Mit einem Anhange: Die Handschriften der Batt’schen Bibliothek. Heidelberg 1903 (= Katalog der Handschriften der Universitäts-Bibliothek in Heidelberg. Band 2). Digitalisat, UB Heidelberg; archive.org
- Friedrich der Siegreiche Kurfürst von der Pfalz. Heidelberg 1904.
- Aus alter und neuer Zeit der Heidelberger Bibliothek. Rede zur Feier der Vollendung des neuen Bibliotheksgebäudes ... am 9. Dezember 1905. Heidelberg 1906. archive.org
- Elisabeth Charlotte, Herzogin von Orléans. Eine Auswahl aus ihren Briefen. Leipzig 1907 (Deutsche Charakterköpfe, 1). archive.org
- August Graf von Limburg-Stirum, Fürstbischof von Speier. Miniaturbilder aus einem geistlichen Staate im 18. Jahrhundert. Heidelberg, Winter, 1913 (Neujahrsblätter der Badischen Historischen Kommission; NF 16). archive.org

### Artikel in der Allgemeinen Deutschen Biographie
- Wikisource: Link auf alle ADB-Artikel von Jakob Wille.